# Połoz perski
Połoz perski (Zamenis persicus) – gatunek węża z rodziny połozowatych (Colubridae). Przez wiele lat uznawano go za podgatunek węża Eskulapa.

## Opis
Osiąga od 70 do 90 (a nawet 120) cm długości. Samce zazwyczaj przerastają samice. Zazwyczaj umaszczony jest czarno lub szaro z białym znakowaniem wzdłuż boków ciała.

## Występowanie
Zamieszkuje północny Iran i południowo-wschodni Azerbejdżan.
Preferuje klimat umiarkowany. Życie spędza zwykle na powierzchni ziemi w ściółce, aczkolwiek jest też sprawnym wspinaczem.

## Pożywienie
Zazwyczaj niewielkie ssaki, poza tym drobne gady i płazy

## Behawior
Przypomina Zamenis situla.

## Rozmnażanie
Samica składa od 4 do 9 jaj. Potomstwo wykluwa się po 45−55 dniach.